# Tournoi de Chypre 2019
Navigation
Édition précédente Édition suivante
Le Tournoi de Chypre ou Cyprus Cup est la douzième édition du Tournoi de Chypre, compétition internationale de football féminin qui se déroule chaque année à Chypre. Le tournoi a lieu du 27 février au 6 mars 2019.

## Équipes
| Équipe         | Classement FIFA (décembre 2018) |
| -------------- | ------------------------------- |
| Corée du Nord  | 11                              |
| Italie         | 16                              |
| Belgique       | 21                              |
| Autriche       | 23                              |
| Mexique        | 27                              |
| Finlande       | 28                              |
| Thaïlande      | 29                              |
| Tchéquie       | 31                              |
| Nigeria        | 39                              |
| Hongrie        | 43                              |
| Slovaquie      | 45                              |
| Afrique du Sud | 48                              |

## Stades
| Stades                       | Villes    | Capacité |
| ---------------------------- | --------- | -------- |
| Stade GSZ                    | Larnaca   | 13 032   |
| Antonis Papadopoulos Stadium | Larnaca   | 10 230   |
| AEK Arena                    | Larnaca   | 7 400    |
| Paralimni Stadium            | Paralimni | 5 800    |
| Pyla Stadium                 | Pyla      | 3 000    |

## Groupes

### Groupe A
| Équipes        | Pts | J | G | N | P | Bp | Bc | Diff |
| -------------- | --- | - | - | - | - | -- | -- | ---- |
| Corée du Nord  | 9   | 3 | 3 | 0 | 0 | 9  | 3  | +6   |
| Tchéquie       | 6   | 3 | 2 | 0 | 1 | 6  | 6  | 0    |
| Finlande       | 1   | 3 | 0 | 1 | 2 | 3  | 5  | -2   |
| Afrique du Sud | 1   | 3 | 0 | 1 | 2 | 4  | 8  | -4   |

     Équipe qualifiée ou victorieuse; Pts = points; J = joués; G = gagnés; N = nuls; P = perdus;

Bp = buts pour; Bc = buts contre; Diff = différence de buts
| Date            | Lieu    | Équipe 1       | Résultat | Équipe 2       |
| --------------- | ------- | -------------- | -------- | -------------- |
| 27 février 2019 | Larnaca | Afrique du Sud | 2 – 2    | Finlande       |
| 27 février 2019 | Pyla    | Corée du Nord  | 4 – 2    | Tchéquie       |
| 1 mars 2019     | Larnaca | Finlande       | 1 – 2    | Tchéquie       |
| 1 mars 2019     | Larnaca | Afrique du Sud | 1 – 4    | Corée du Nord  |
| 4 mars 2019     | Larnaca | Tchéquie       | 2 – 1    | Afrique du Sud |
| 4 mars 2019     | Larnaca | Finlande       | 0 – 1    | Corée du Nord  |

### Groupe B
| Équipes   | Pts | J | G | N | P | Bp | Bc | Diff |
| --------- | --- | - | - | - | - | -- | -- | ---- |
| Italie    | 9   | 3 | 3 | 0 | 0 | 12 | 1  | +11  |
| Mexique   | 4   | 3 | 1 | 1 | 1 | 5  | 9  | -4   |
| Thaïlande | 3   | 3 | 1 | 1 | 2 | 6  | 6  | 0    |
| Hongrie   | 1   | 3 | 0 | 1 | 2 | 3  | 10 | -7   |

     Équipe qualifiée ou victorieuse; Pts = points; J = joués; G = gagnés; N = nuls; P = perdus;

Bp = buts pour; Bc = buts contre; Diff = différence de buts
| Date            | Lieu    | Équipe 1  | Résultat | Équipe 2  |
| --------------- | ------- | --------- | -------- | --------- |
| 27 février 2019 | Larnaca | Mexique   | 0 – 5    | Italie    |
| 27 février 2019 | Larnaca | Thaïlande | 4 – 0    | Hongrie   |
| 1 mars 2019     | Larnaca | Thaïlande | 1 – 2    | Mexique   |
| 1 mars 2019     | Larnaca | Hongrie   | 0 – 3    | Italie    |
| 4 mars 2019     | Larnaca | Italie    | 4 – 1    | Thaïlande |
| 4 mars 2019     | Larnaca | Mexique   | 3 – 3    | Hongrie   |

### Groupe C
| Équipes   | Pts | J | G | N | P | Bp | Bc | Diff |
| --------- | --- | - | - | - | - | -- | -- | ---- |
| Autriche  | 7   | 3 | 2 | 1 | 0 | 5  | 1  | +4   |
| Belgique  | 7   | 3 | 2 | 1 | 0 | 4  | 0  | +4   |
| Nigeria   | 3   | 3 | 1 | 0 | 2 | 5  | 8  | -3   |
| Slovaquie | 0   | 3 | 0 | 0 | 3 | 3  | 8  | -5   |

     Équipe qualifiée ou victorieuse; Pts = points; J = joués; G = gagnés; N = nuls; P = perdus;

Bp = buts pour; Bc = buts contre; Diff = différence de buts
| Date            | Lieu    | Équipe 1  | Résultat | Équipe 2  |
| --------------- | ------- | --------- | -------- | --------- |
| 27 février 2019 | Larnaca | Belgique  | 3 – 0    | Slovaquie |
| 27 février 2019 | Larnaca | Nigeria   | 1 – 4    | Autriche  |
| 1 mars 2019     | Larnaca | Slovaquie | 3 – 4    | Nigeria   |
| 1 mars 2019     | Larnaca | Autriche  | 0 – 0    | Belgique  |
| 4 mars 2019     | Larnaca | Slovaquie | 0 – 1    | Autriche  |
| 4 mars 2019     | Larnaca | Nigeria   | 0 – 1    | Belgique  |

## Matchs de classement

### Onzième place
| 6 mars 2019 | Slovaquie                     | 2 – 3   | Hongrie                               | Antonis Papadopoulos Stadium, Larnaca |  |
| 11:00       | Vojteková 27e · Ondrušová 41e | (2 – 2) | Németh 30e · Pinczi 35e · Jakabfi 53e |                                       |  |
| 11:00       | Rapport                       |         |                                       |                                       |  |

### Neuvième place
| 6 mars 2019 | Finlande                               | 3 – 0   | Afrique du Sud | Paralimni Stadium, Paralimni |  |
| 11:00       | Naumanen 31e · Salmi 51e · Ahtinen 88e | (1 – 0) |                |                              |  |
| 11:00       | Rapport                                |         |                |                              |  |

### Septième place
| 6 mars 2019 | Nigeria                         | 3 – 0   | Thaïlande | Paralimni Stadium, Paralimni |  |
| 15:00       | Oshoala 23e · Ebi 28e · Imo 74e | (2 – 0) |           |                              |  |
| 15:00       | Rapport                         |         |           |                              |  |

### Cinquième place
| 6 mars 2019 | Tchéquie        | 1 – 2   | Mexique                            | Antonis Papadopoulos Stadium, Larnaca |  |
| 15:00       | Chlastáková 48e | (0 – 1) | Ovalle 34e · Bertholdová 54e (csc) |                                       |  |
| 15:00       | Rapport         |         |                                    |                                       |  |

### Troisième place
| 6 mars 2019 | Autriche                                            | 0 – 0             | Belgique                                         | Stade GSZ, Larnaca |  |
| 14:00       |                                                     | (0 – 0)           |                                                  |                    |  |
| 14:00       | Rapport                                             |                   |                                                  |                    |  |
| 14:00       | Mayr · Feiersinger · Aschauer · Puntigam · Prohaska | Tirs au but 2 – 3 | Jaques · Cayman · Coutereels · Wullaert · Evrard |                    |  |

### Finale
| 6 mars 2019 | Corée du Nord                                    | 3 – 3 ap          | Italie                                                                   | Stade GSZ, Larnaca |  |
| 18:00       | Kim 38e · Ju 45+1e · Yon 106e                    | (2 – 1, 2 - 2)    | Girelli 19e · Sabatino 79e · Cernoia 111e                                |                    |  |
| 18:00       | Rapport                                          |                   |                                                                          |                    |  |
| 18:00       | Yon · Kim · Ju · Pak S. · Pak K. · Ri P. · Ri U. | Tirs au but 7 – 6 | Giugliano · Girelli · Serturini · Cernoia · Sabatino · Salvai · Bonansea |                    |  |

## Classement général
| Place              | Équipe         |               |               |
| ------------------ | -------------- | ------------- | ------------- |
| Place              | Équipe         | Médaille d'or | Corée du Nord |
| Médaille d'argent  | Italie         |               |               |
| Médaille de bronze | Belgique       |               |               |
| 4                  | Autriche       |               |               |
| 5                  | Mexique        |               |               |
| 6                  | Tchéquie       |               |               |
| 7                  | Nigeria        |               |               |
| 8                  | Thaïlande      |               |               |
| 9                  | Finlande       |               |               |
| 10                 | Afrique du Sud |               |               |
| 11                 | Hongrie        |               |               |
| 12                 | Slovaquie      |               |               |

## Buteuses
5 buts
- Kim Yun-mi

4 buts
- Valentina Giacinti

3 buts
| - Zsanett Jakabfi - Charlyn Corral - Ri Pom Hyang |

2 buts
| - Nicole Billa - Janice Cayman - Jitka Chlastáková - Kamila Dubcová - Olga Ahtinen | - Barbara Bonansea - Daniela Sabatino - Rita Chikwelu - Anam Imo - Asisat Oshoala | - Ju Hyo-sim - Yon So-jon - Lucia Haršányová - Jana Vojteková - Taneekarn Dangda - Rattikan Thongsombut |

1 but
| - Nina Burger - Laura Feiersinger - Jennifer Klein - Yana Daniels - Elena Dhont - Eva Bartoňová - Tereza Szewieczková - Adelina Engman - Juliette Kemppi - Katarina Naumanen - Iina Salmi | - Loretta Németh - Anita Pinczi - Dóra Zeller - Valentina Bergamaschi - Valentina Cernoia - Aurora Galli - Cristiana Girelli - Ilaria Mauro - Annamaria Serturini - Daniela Espinosa - Adriana Iturbide | - Lizbeth Ovalle - Onome Ebi - Osinachi Ohale - Lucia Ondrušová - Thembi Kgatlana - Mamello Makhabane - Lebogang Ramalepe - Leandra Smeda - Suchawadee Nildhamrong - Orathai Srimanee |

Contre son camp  (csc)
| - Petra Bertholdová (face au Mexique) - Olga Ahtinen (face à la République tchèque) - Natthakarn Chinwong (face à l'Italie) |